# Pexicopia malvella
Pexicopia malvella é uma espécie de insetos lepidópteros, mais especificamente de traças, pertencente à família Gelechiidae.
A autoridade científica da espécie é Hübner, tendo sido descrita no ano de 1805.
Trata-se de uma espécie presente no território português.
Tem como hospedeiras as plantas do género Altheia, nomeadamente, Althaea officinalis.